# Феніс
Феніс (фр. Fénis) — муніципалітет в Італії, у регіоні Валле-д'Аоста.
Феніс розташований на відстані близько 590 км на північний захід від Рима, 13 км на схід від Аости.
Населення — 1786 осіб (2014).

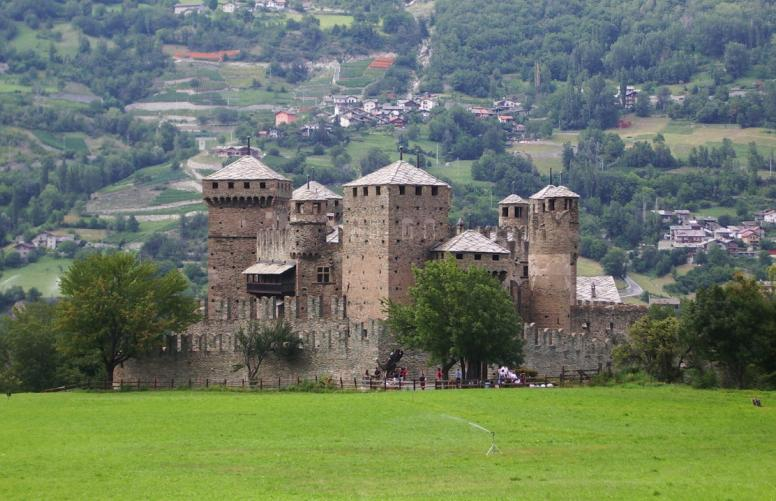

Щорічний фестиваль відбувається 22 вересня. Покровитель — Святий Маврикий.

## Демографія
Населення за роками:

Станом на 1 січня 2023 року в муніципалітеті офіційно проживало 68 іноземців з 21 країни, серед них 31 громадянин країн Євросоюзу та 2 громадяни України.

## Сусідні муніципалітети
- Шамбав
- Шамдепра
- Шампорше
- Конь
- Нюс
- Сен-Марсель
- Веррей